# Massaker von Mo So
Koordinaten: 19° 25′ 30″ N, 97° 6′ 3″ O
Das Massaker von Mo So, auch als das Christmas Eve Massacre bekannt, war ein Massenmord an Zivilisten, der am Nachmittag des 24. Dezembers 2021 im Hpruso Township im Kayah-Staat in Myanmar begangen wurde. Während des Massakers töteten und verbrannten Einheiten der Streitkräfte von Myanmar mehr als 40 Menschen.
Am Folgetag entdeckte die Karenni Nationalities Defence Force (KNDF) die in ihren Fahrzeugen verbrannten Opfer. Der Vorfall wurde von den Vereinten Nationen, Save the Children und der Botschaft der Vereinigten Staaten in Myanmar verurteilt.

## Vorfall
Mehr als hundert Soldaten der Leichten Infanterie-Division 66 der Armee von Myanmar reisten von Demoso nach Hpruso, wobei sie auf der Moso-Koi Ngan-Straße fahrende Leute anwarben. Vier Mitglieder der Karenni National People’s Liberation Front (KNPLF), einer bewaffneten, ethnischen Organisation in Myanmar, die damals der Border Guard Force angehörte, versuchten nach ihrer Ankunft dort über die Freilassung der Verpflichteten zu verhandeln. Die Soldaten erschossen die KNPLF-Mitglieder, die zuvor ins Gesicht geschlagen und deren Hände hinter dem Rücken gefesselt wurden. Danach durchsuchten die Soldaten der Armee die Opfer und nahmen ihre Habseligkeiten an sich. Anschließend wurden örtliche Dorfbewohner von Mitgliedern der Streitkräfte festgenommen und gefoltert. Die Soldaten stahlen zudem deren Privateigentum.
Der Kommandeur der Brigade 4 der KNDF sah am 24. Dezember um 11 Uhr Ortszeit brennende Fahrzeuge, aber er sah wegen der Größe des Feuers nicht, dass auch Körper verbrannten.
Beim Sichern der Szenerie am 25. Dezember fand die KNDF sowohl in als auch neben den Fahrzeugen bis zur Asche und Unkenntlichkeit verbrannten Körper der Opfer. Mehr als zwölf Fahrzeuge wurden verbrannt, darunter unter anderem drei große Tanklastwagen für Benzin, fünf Motorräder und zwei Traktoren. Aus den Fahrzeugen wurden zudem Nahrungsmittel, Medikamente und Treibstoffe geplündert. Die Kleidung der Opfer war laut KNDF in dem Gebiet verstreut. Es dauerte zwei Tage, bis die Überreste eingesammelt waren, da die Soldaten das Gebiet immer wieder beschossen.
Am 27. Dezember berichtete die KNDF, dass mehr als 13 Personen nach dem Vorfall vermisst worden seien, darunter acht Menschen aus Loi-kaw, die in einer Tankstelle arbeiteten, und drei weitere Personen, die vermutlich zu der Zeit des Vorfalls auf der Straße unterwegs waren. Zusätzlich wurden zwei Mitarbeiter der humanitären Organisation Save the Children vermisst, ihr Fahrzeug wurde ausgebrannt gefunden. Später wurde der Tod der Mitarbeiter bestätigt. Khue Li Reh, ein Forstarbeiter, und Fahrer der Tankwagen eines örtlichen Kraftstoffunternehmens waren auch unter den Opfern.
Zehn Tage nach dem Massaker hielt die Polizei des Kayah-Staats eine Pressekonferenz ab, in der sie bekannt gab, das insgesamt 31 Körper, fünf weibliche und 26 männliche Leichname, und drei weitere Säcke mit bis zur Asche verbrannten menschlichen Überresten zusammengetragen wurden. Obwohl Autopsie durchgeführt wurden, war es fast unmöglich, die Opfer zu identifizieren. Durch die Autopsie konnte aber festgestellt werden, dass einer der Opfer ein ungefähr zehnjähriges Mädchen war. Zum Zeitpunkt ihres Todes waren einige Opfer geknebelt und ihre Hände waren hinterm Rücken verbunden.
Die KNDF benannte die Militärjunta Myanmars als Hauptschuldige der Plünderungen und Morde. Die regionale Regierung gab hingegen an, dass ihre Soldaten eine unbekannte Anzahl an Menschen in sieben Fahrzeugen aus Koi Ngan getötet habe, die an einem Sicherheits-Checkpoint nicht gehalten haben. Die Soldaten bezeichneten die Todesopfer als „Terroristen mit Waffen“, die auf die Soldaten geschossen haben, bevor sie getötet wurden. Nach Angaben der Soldaten waren die Personen in den Fahrzeugen „Rekruten für ein Terrorismustraining“ und die Fahrzeuge fingen während der Schießerei Feuer.
Später sagte der General der Streitkräfte von Myanmar Zaw Min Tun, eine Gruppe von 20 Bewaffneten seine Truppen angegriffen haben. Er gab an, dass 25 Leichname gefunden wurden und dass die Fahrzeuge während der Schießerei in Brand gerieten. Die KNDF berichtete jedoch, dass die meisten Opfer unbewaffnete Dorfbewohner des Gebiets waren und dass auch vier Kinder zu den Opfern gehörten. Ergänzend berichtete die Polizei, dass die meisten Opfer durch Kopfschüsse starben. Außerdem wurden weder Opfer auf den Fahrersitzen gefunden, noch bewegte sich eines der Fahrzeuge, als es begann zu brennen. Ein Arzt, der die Autopsie von Opfern durchführte, stellte fest, dass die Täter unschuldige Zivilisten töteten und ihre Körper verbrannten, um die Beweise für ihr Verbrechen zu vernichten.

## Reaktionen

### Innerhalb Myanmars
59 Bürgerorganisationen in ganz Myanmar verurteilten das Massaker und versprachen, dass sie die Menschen im Kayah-Staat unterstützen, damit diese Gerechtigkeit erfahren. Währenddessen lehnte die Regierung von Myanmar einen Kommentar zum Vorfall ab. Save the Children setze zeitweise nach dem Massaker seine einige seiner Aufgaben in Myanmar aus. Das National Unity Government of Myanmar verurteilte den Vorfall und meldete über Twitter, dass die internationale Gemeinschaft unmittelbar und entschieden reagieren, um die Kriegsverbrechen und die Verbrechen gegen die Menschlichkeit der Militärjunta zu beenden.

### International
Martin Griffiths, Unter-Generalsekretär für humanitäre Angelegenheiten bei den Vereinten Nationen, sagte, dass es sich um einen entsetzlichen Vorfall gehandelt habe und dass die Regierung Myanmars die Hintergründe des Massakers untersuchen müsse. Die US-amerikanische Botschaft in Myanmar verurteilte das Massaker ebenfalls und befand es als barbarisch. Sie forderte die Regierung auf, unverzüglich alle willkürlichen Angriffe im Kayah-Staat und im ganzen Land einzustellen und die Sicherheit der Zivilisten im Einklang mit dem internationalen Völkerrecht zu gewährleisten.
Als Nachwirkung des Massakers sprach sich die Europäische Union für ein internationales Waffenembargo gegen das Militärregime in Myanmar aus.
Im Februar 2022 sanktionierte die Europäische Union zwei burmesische Generäle, Ni Lin Aung als Kommandeur der östlichen Kommandos und Aung Zaw Aye als Kommandeur des Büros für Spezialoperationen Nr. 2, da sie eine Führungsrolle beim Massaker einnahmen. Die Leichten Infanterie Bataillone (LID) 531 und 66 des östlichen Kommandos, die zum direkten Zuständigkeitsbereich von Ni Lin Aung und Aung Zaw Aye standen, waren am Massaker beteiligt. Im August 2022 berichtete Human Rights Watch, dass der Brigadegeneral Tin Soe, der in der Zeit des Massakers seinen Stützpunkt im östlichen Kommando hatte, eine Ausbildung bei den japanischen Selbstverteidigungsstreitkräfte hatte. Im September 2022 gab die Regierung Japans bekannt, dass Trainingsprogramme für das Militär Myanmars einstellt.